# Jury Everhartz

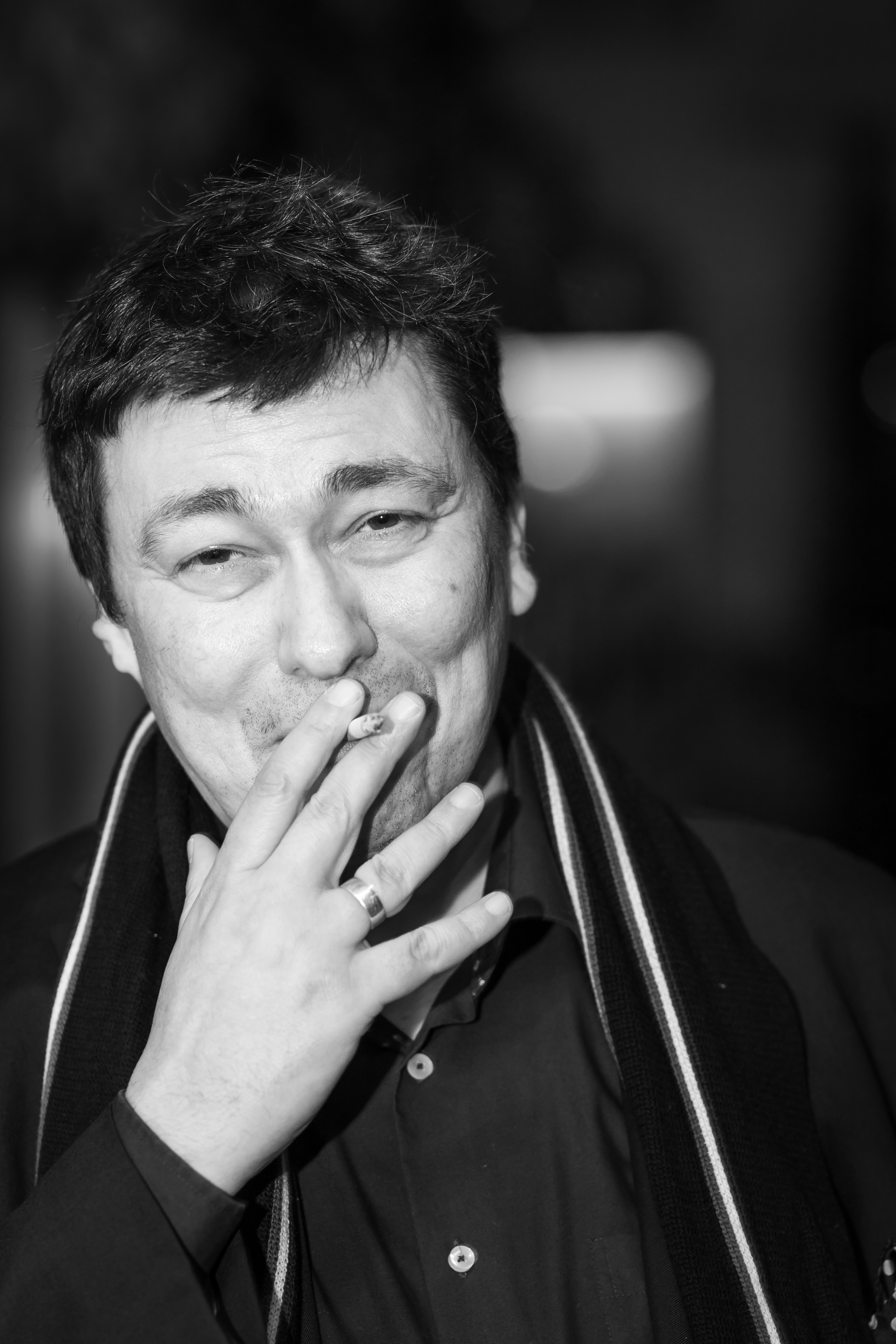
Jury Everhartz 2025

Jury Everhartz (* 1971 in Berlin) ist ein deutscher Komponist, Dirigent, Chorleiter, Organist, Produzent, Kurator und gemeinsam mit seiner Frau Kristine Tornquist Gründer und Leiter des sirene Operntheaters.

## Künstlerische Laufbahn
Everhartz dirigierte an Häusern wie dem Schönbrunner Schlosstheater, der Wiener Kammeroper, dem Opernhaus Kairo und der Alternative Stage der Griechischen Nationaloper in Athen Opernuraufführungen von Wolfram Wagner, Hannes Löschel und Periklis Liakakis. 2017 und 2024 erhielt das sirene Operntheater den Österreichischen Musiktheaterpreis. 2018 kuratierte, produzierte und dirigierte er im Rahmen von Wien Modern die Uraufführung der Song-Oper Das Totenschiff von Oskar Aichinger. 2019 war er Artist in Residence des Carinthischen Sommers, für den er die Ossiacher Festmesse schrieb. 2020 war er Produzent eines Uraufführungsreigens von sieben neuen Kammeropern (Uraufführungen) unter dem Titel Die Verbesserung der Welt, darunter der Verfilmung der Kammeroper Die Verwechslung von Helga Utz und Thomas Desi. Für die Oper im Park Wietzow dirigierte er 2021 und 2022 Georg Friedrich Händels Masque Acis and Galatea  und 2022 Wolfgang Amadeus Mozarts Oper Così fan tutte. 2023 dirigierte er erstmalig die Misa a Buenos Aires von Martín Palmeri in Wien und leitete die Eröffnung des Carinthischen Sommers. Im Beisein von Randy Schönberg dirigierte Everhartz 2024 ein Konzert mit Werken von dessen Großvätern Arnold Schönberg und Erich Zeisl und der Welturaufführung der Songs of Terezin von Franz Waxman in der Fassung für Mezzosopran, Ensemble, 2 Klaviere und Schlagwerke.

## Bühnenwerke
- Hierlanda – musikalisches Spektakel nach Johannes Ulrich von Federspiel (UA Jesuitenkirche Wien, 14. Mai 1998)
- Ohne Fortschritt keine Fische – halbszenisches Konzert über Schlaufentexte von Kristine Tornquist (UA Wasserturm Favoriten, 5. Juni 1999)
- Der automatische Teufel – ein musikalisches Dilemma nach einem Libretto von Dora Lux (UA dietheater Künstlerhaus Wien, 25. September 2000)
- Feist – nach einem Libretto von Günter Rupp (UA dietheater Künstlerhaus Wien, 30. Juni 2001)
- Der Kommissar – eine Kriminaloper nach einem Libretto von Kristine Tornquist (UA Jugendstiltheater am Steinhof Wien, 15. März 2002)
- Das Krokodil – eine Spieloper nach Fjodor Dostojewskis Erzählung Das Krokodil (UA Jugendstiltheater am Steinhof Wien, 26. Februar 2004)
- Das gestohlene Herz – Kurzoper nach einem Libretto von Wolfgang Bauer (UA Tiroler Landestheater Innsbruck, 31. Oktober 2004)
- Circus – nach einem Libretto von Kristine Tornquist (UA Jugendstiltheater am Steinhof Wien, 6. September 2006)
- Fröhliche Wissenschaft – Kurzoper nach einem Libretto von Günter Rupp (UA Tiroler Landestheater Innsbruck, 2. März 2007)
- Der Bucklige – Kurzoper nach einem Libretto von Kristine Tornquist nach einer Erzählung aus 1001 Nacht (UA Expedithalle Anker Wien, 25. August 2011)
- Shoshana – das Gleichnis vom „Verlorenen Sohn“ in unsere Zeit übersetzt, mit Musik von Paul Koutnik und Jury Everhartz, nach einem Libretto von Sylvia Munzar (UA Schulzentrum Friesgasse, 31. Mai 2012)

## Veröffentlichungen und weitere Tätigkeiten
Jury Everhartz ist gemeinsam mit Kristine Tornquist Herausgeber des 2013 erschienenen Buches Fragen an das Musiktheater. edition Atelier, Wien 2013, ISBN 978-3-902498-68-7., das Vorwort stammt von Irene Suchy. Er schrieb Beiträge zu Festivalprogrammen (etwa die Tiroler Festspiele in Erl), mehrere Essays. Neben vielen Arbeiten für verschiedene Veranstalter und Festivals (etwa der VOCUMENTA) ist Jury Everhartz  Kurator und Juror, er war etwa für den Belvedere Wettbewerb an der Wiener Staatsoper, an den Opernhäusern in Jerewan, Istanbul, Udine, Breslau, Hamburg, Köln und Stuttgart. Everhartz war Jurymitglied der IGNM und des Chorforum Wien. Er war Vorstandsmitglied der IG Freie Theater Österreich und ist stellvertretender Obmann des Verbandes der Freien Musiktheater in Wien. Er war als Mitglied des Musikbeirats im Bundeskanzleramt unter anderem Jurymitglied für den Österreichischen Kunstpreis 2018 und 2019. Seit 2022 ist er Vorsitzender des Leitungsorgans des Instituts für Österreichische Musikdokumentation der Österreichischen Nationalbibliothek.